# Костін Микола Дмитрович
Мико́ла Дми́трович Костін (1879–1913) — авіатор, учасник першого групового перельоту на великі відстані Санкт-Петербург — Москва.

## Біографія
Народився в 1879 році в місті Чистополь Казанської губернії (зараз — м. Чистополь республіки Татарстан). Працював деякий час на механічному і чавуноливарному заводі інженера Провоторова. З 1908 року в Одесі починається активна діяльність «Нового научно-спортивного общества „Одесский аэроклуб“», що і стає причиною приїзду Миколи Костіна до Одеси.
Костін був у числі свідків польоту першого російського авіатора М. Н. Єфімова, який порадив йому вирушити до Франції в авіаційну школу.
У жовтні 1910 року журнал «Вестник воздухоплавания» вперше опублікував список російських авіаторів, серед яких Костін значиться сімнадцятим дипломованим авіатором Росії (диплом від 19.09.1910 р. № 223). Він здійснює показові польоти, виконує знамениту «петлю Нестерова». Незабаром Микола Костін стає головним інструктором школи льотчиків імператорського Всеросійського аероклубу.
У той же час ішла підготовка до першого найбільшого групового перельоту з Петербургу до Москви. Костін вирішив брати участь у цьому ризикованому заході. Долетіти до Москви вдалося лише одному — льотчикові О. О. Васильєву. Миколі Костіну доводилося здійснювати вимушені посадки, усувати несправності. Не долетівши до Твері, літак зазнав серйозної аварії, і Костін вибув зі змагання. За відстанню польоту він зайняв третє місце. Микола Дмитрович повернувся до столиці та розпочав роботу в авіаційній школі.
Восени 1912 року одним з перших Костін записався в добровольчий авіаційний загін; брав участь у Балканській війні на стороні дружньої Болгарії. У лютому 1913 року, потрапивши в густий туман і сильний бічний вітер, Костін збивається з курсу, робить вимушену посадку на території ворога і потрапляє у турецький полон. Його обміняли на важливих турецьких військовополонених. У квітні 1913 року Микола Костін повертається на батьківщину, але незабаром важко занедужує.
Помер пілот у віці 34 років. Був похований під Санкт-Петербургом на Серафимівському кладовищі; могила не збереглася. 
26 лютого 1914 року в Петербурзі відбулась урочистість, присвячена авіаторам-добровольцям. Як повідомляв журнал «Воздухоплаватель», болгарський посол вручив нагороди учасникам Балканської війни. У тому числі, посмертно нагороду отримав і М. Д. Костін.